# Antoni Montserrat
Antoni Montserrat Carrasquer, né le 9 septembre 1918 à Barcelone (Catalogne, Espagne), est un footballeur espagnol des années 1940 qui jouait au poste de défenseur.

## Carrière
Antoni Montserrat, à l'âge de 22 ans, débute en première division espagnole avec le Deportivo La Corogne lors de la saison 1941-1942. Il joue 11 matchs de championnat avec le Deportivo.
En 1942, Montserrat rejoint le FC Barcelone. En deux saisons au Barça, il joue 9 matchs de championnat.
En 1944, il est recruté par le CE Sabadell qui est relégué en deuxième division au terme de la saison.